# Curateur d'exposition
Le curateur ou curatrice d'exposition est la personne qui organise une exposition d'art contemporain. Ce métier se distingue de celui de commissaire d'exposition ou de critique d'art[Comment ?].

## Description
Le curateur est un organisateur d'expositions d'art contemporain. Il prend en compte les contextes de création et de diffusion. Il s'attache souvent à faire découvrir un aspect, une thématique ou des jeunes artistes.
Il est présent dans les foires, les biennales, les salons, les galeries, les institutions muséales et les ateliers de création. Il est proche des artistes. Il peut avoir le rôle d'assistant ou avoir une position créative. C'est en cela qu'il se distingue du commissaire d'exposition qui revendique un regard externe.
Le métier de curateur est apparu dans les années 2000. Il est directement lié à l'évolution des pratiques artistiques. La présentation du travail fait partie du travail de création. Pour les installations, la création se fait en partie sur le lieu de l'exposition.
Une enquête montre que la personne travaille souvent de façon indépendante. Elle est souvent précaire.
En 2022, la Biennale de Bucarest qui s'est tenu en ligne en raison de la pandémie a été organisé par un robot. Le curateur a été conçu par le laboratoire autrichien Spinnwerk. Il se nomme Jarvis, du nom du majordome virtuel d'Iron Man. Son rôle est de sélectionner les artistes dans une base de données selon des critères prédéfinis pour les présenter virtuellement.

## Formations curatoriales
En France, le Magasin des Horizons, école d'art à Grenoble a fermé la seule formation curatoriale liée à une école d'art, en 2016. Les formations à l'exposition sont enseignées à l'Université. L'Université Rennes II a ouvert un master en 1992, Paris-Sorbonne  en 2000, Paris-Nanterre en 2003, Panthéon-Sorbonne en 2005.
Au Royaume-Uni ou en Allemagne, les formations curatoriales sont dispensées par les écoles d'art comme l' École Städel de Francfort, Royal College of Art, ou le Goldsmith College à Londres.

## Curateurs et curatrices notables
- Xabier Arakistain
- Jens Hoffmann
- Maria Lind
- Hans Ulrich Obrist
- Mari Carmen Ramírez
- Maura Reilly
- Anton Vidokle